# Conrad II de Baviera
Conrad II (setembre o octubre de 1052, Regensburg - 10 d'abril de 1055, Regensburg), anomenat el Nen, fou duc de Baviera (1054-1055). Era el segon fill de l'emperador Enric III i la seva segona esposa, Agnès de Poitou. Va ser nomenat breument duc de Baviera, que havia estat en mans del seu germà gran, Enric VIII de Baviera, però el pare, Enric III del Sacre Imperi Romanogermànic la va concedir al segon fill Conrad (1055) quan Enric fou associat al tron alemany. Va morir poc després i Enric VIII (que va esdevenir Enric IV del Sacre Imperi Romanogermànic) va reassolir el ducat (1056).
La seva numeració és una mica confosa: si es compten els dos reis que foren ducs de Baviera (Conrad I d'Alemanya i II de Francònia, que fou duc del 914 al 918; i Conrad II del Sacre Imperi Romanogermànic que fou duc del 1026 al 1027) li correspondria ser Conrad IV; però si no es compten, ja que posseïen el ducat en qualitat de sobirans però no de ducs, llavors seria Conrad II.